# Chapmanite
La chapmanite è un minerale.